# アウグスト・フォン・ザクセン＝コーブルク＝ゴータ

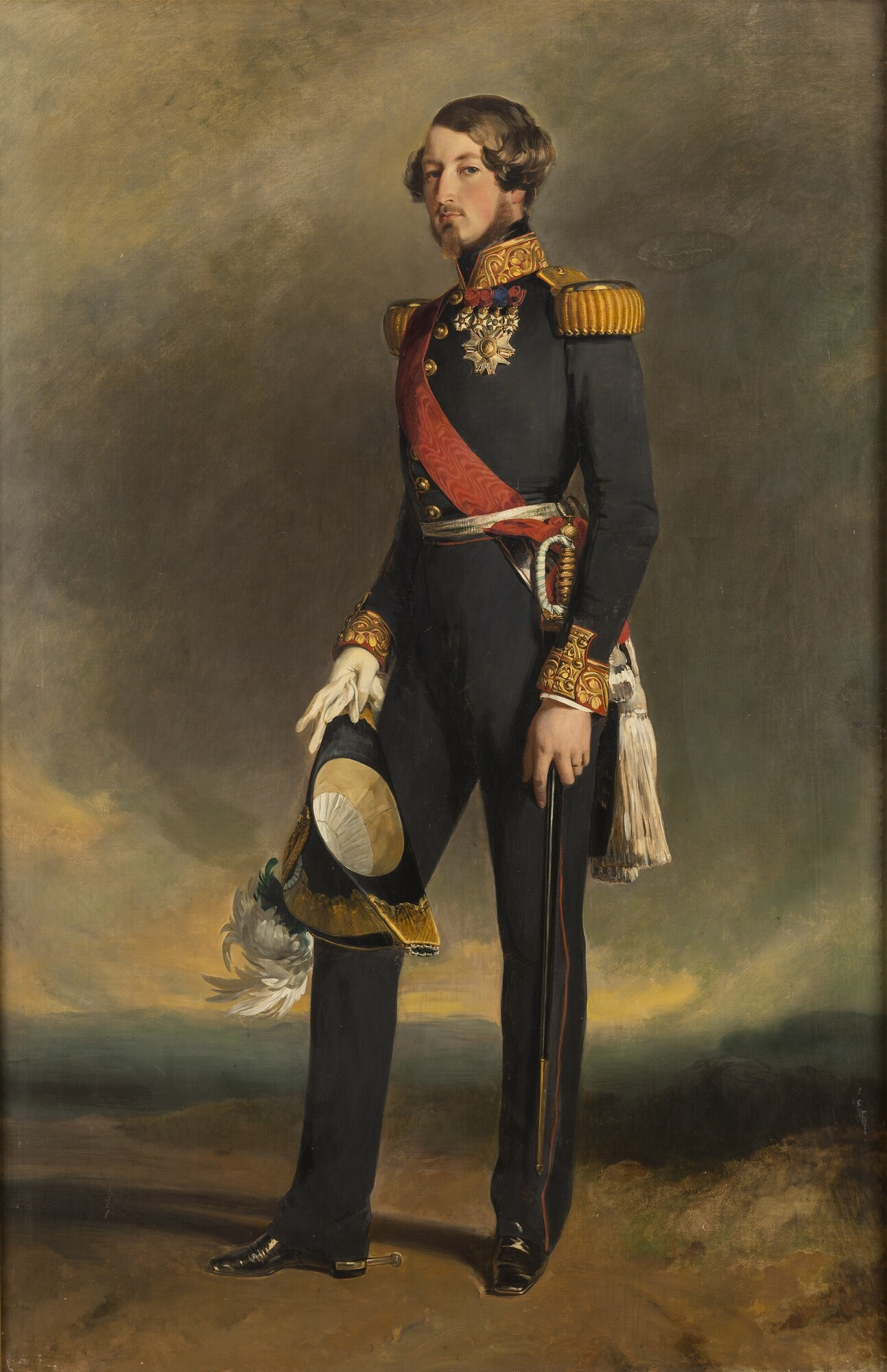
ザクセン＝コーブルク＝ゴータ公子アウグスト

アウグスト・フォン・ザクセン＝コーブルク・ウント・ゴータ（ドイツ語: August von Sachsen-Coburg und Gotha）またはアウグスト・フォン・ザクセン＝コーブルク＝コハーリ（ドイツ語: August von Sachsen-Coburg-Koháry, 1818年6月13日 - 1881年7月26日）は、ザクセン＝コーブルク＝コハーリ家の公子。ブルガリア王フェルディナントの父。

## 生涯
ザクセン＝コーブルク＝ゴータ公子フェルディナントとその妻マリア・アントーニエの次男としてウィーンに生まれる。兄にポルトガル女王マリア2世の王配となったフェルディナント（フェルナンド2世）がいる。また、初代ベルギー王レオポルド1世は叔父にあたる。
1843年にサン＝クルー城で、フランス王ルイ＝フィリップ1世の四女クレマンティーヌと結婚した。なお、1840年にクレマンティーヌの兄ヌムール公ルイ・シャルルとアウグストの妹ヴィクトリアが結婚している。結婚後、アウグストの一家はフランスに在住していたが、1848年の2月革命でルイ＝フィリップ1世が王位を追われると、一家はアウグストの従弟エルンスト2世が治めるザクセン＝コーブルク＝ゴータ公国のコーブルクへ、次いでウィーンへ亡命し、アウグストはオーストリア陸軍の将校となった。
1881年5月、オーストリア皇太子ルドルフはベルギー王女ステファニー（アウグストの従弟レオポルド2世の次女）と結婚した。ステファニーの姉ルイーズはアウグストの長男フィリップの妻であったため、アウグストは皇帝フランツ・ヨーゼフ1世によって「殿下」の称号を授けられた。
同年7月、エーベンタール城において63歳で死去した。

## 子女
クレマンティーヌとの間に3男2女を儲けた。
- フィリップ（1844年 - 1921年）
- ルートヴィヒ・アウグスト（1845年 - 1907年）
- クロティルデ（1846年 - 1927年）　オーストリア大公ヨーゼフ・カールと結婚。
- アマーリエ（1848年 - 1894年）　バイエルン公マックス・エマヌエルと結婚。
- フェルディナント（1861年 - 1948年）　ブルガリア公、のちブルガリア王フェルディナンド1世。

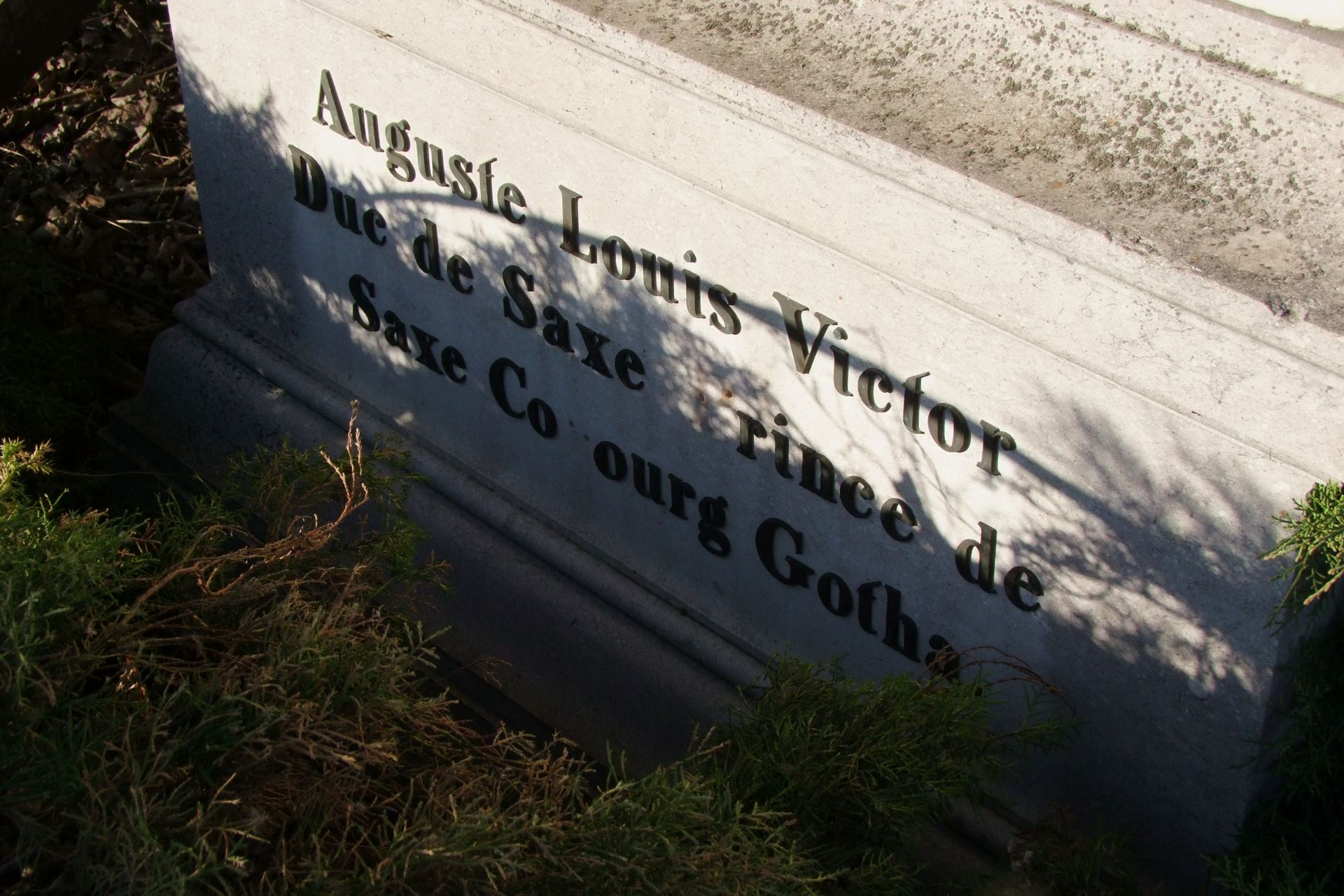
アウグストの墓碑（エーベンタール）